# Pelle Lundberg
Pelle Lundberg Jørgensen (født og opvokset i Sakskøbing på Lolland) er en dansk stand-up komiker (oprindelig uddannet journalist). Han har blandt andet har været et af "de nye håb" ved Zulu Comedy Galla i 2016 og vandt to år senere talentprisen op imod kollegaerne Mads Holm, Jakob Svendsen og Natasha Brock.

## Uddannelse
Lundberg gik på Maribo Gymnasium i 2006-2009, hvor han tog en studentereksamen med samfundsfag og engelsk på A-niveau. Efter et ophold på Askov Højskole studerede han journalistik på Syddansk Universitet 2010-2011 og derefter på Danmarks Journalisthøjskole 2012-2016, hvor han blev færdiguddannet. Undervejs aftjente han fem måneders værnepligt i forsvaret i efteråret 2011.
I 2021 udgav Lundberg sit første onemanshow "Jeg holder af hverdagen", som blev solgt til TV2. Derudover har han været opvarmer på et par onemanshows: "Bøvl" og "Heldig" af Mark Le Fêvre og "Gintberg øver sig" af Jan Gintberg.
Privat er Pelle Lundberg gift og far til to.
Da Anders And-Bladet i 2024 lavede en udgave af bladet, der foregik på Lolland-Falster, optrådte en andeficeret udgave af Pelle Lundberg som en del af historien sammen med en anden lollandsk kendis, teaterchefen Frank Rubæk fra NørregadeTeatret.

## Podcasts
- Flyverskjul var en podcast om løst og fast med en ny gæst hver uge. (2014-2020)
- Skide Godt Egon var en podcast-serie om Olsenbanden-filmene. (2017-2018)
- Zulu Comedy Festival Podcast 2018 var en række podcasts Pelle var vært på. De blev produceret i forbindelse med Zulu Comedy Festival 2018.
- Onkel Joakims Liv var en podcast hvor Pelle, sammen med skiftende gæster læste og analyserede "Her er dit liv Joakim", skrevet af Don Rosa. (2018, 2024)
- Dahlgårds Tivoli Podcast var en podcast dedikeret til dokumentarserien om Dahlgårds Tivoli. (2019-2020)
- Henrik Bruhn - En stor komikers fald var en podcastserie på fem afsnit, der omhandlede den tidligere danske stand-up komiker Henrik Bruhn. (2020)
- Verdens Bedste Snakke er en podcast kun med 6 afsnit, hvor hver gæst har taget et interview med, som spilles. (2020)
- True Crime Eventyr var en podcast der aldrig rigtig blev til noget, der kom nemlig kun ét afsnit. Pelle lavede det sammen med kriminalreporter Klemment Kliford. (2021)
- Mandrilaftalen Podcast var en podcast om det gamle TV-program Casper og Mandrilaftalen. (2020-2022)
- Thomas Wivel - Et livsværk var en podcastserie på fem afsnit, der omhandlede den danske stand-up komiker Thomas Wivel. (2023)
- Så har vi balladen er en podcast om stort og småt. Podcasten har han sammen med komikker-kollegaen Mark Le Fêvre. (2023-)